# Кардиоваскуларни догађај
Кардиоваскуларни догађај је ургентно стање у кардиологији, неурологији и васкуларној хирургији повезано са коронарном болешћу срца (КБС)  или другим облицима артериосклеротичне болести, шећерном болести (дијабетесом) и вишеструким факторима ризика који дају 10-годишњи ризик за коронарну болест срца >20% (процењено према Фрамингхамовим оценама ризика ). 6  

## Етиопатогенеза
Кардиоваскуларне болести (КВБ) су узрок смрти број један у свету, чинећи скоро 18 милиона глобалних смртних случајева у 2013. години, од којих је приближно 7,4 милиона било повезано са коронарном болешћу срца (КБС), а 6,7 милиона са можданим ударом. 1 , 2 
Тешки велики нежељени кардиоваскуларни догађаји су дефинисани као: срчани удар, исхемијски мождани удар, или смрт услед срчаног удара и исхемијског можданог удара.  
Удружени акутни срчани и цереброваскуларни догађај  дефинисан је као. срчани удар, исхемијски мождани удар, нестабилна ангина пекторис, коронарна реваскуларизација (премосница коронарне артерије или перкутана коронарна интервенција) или кардиоваскуларна  смрт.  
Кардиоваскуларни догађаји су дефинисани као хоспитализације са примарном дијагнозом ИЦД-10 за укључене догађаје са следећим исходом: срчани удар, нестабилна ангина пекторис, исхемијски мождани удар или кардиоваскуларна  смрт, или коронарна реваскуларизација коришћењем кодова за овупроцедуру.  
На кардиоваскуларни догађај утичу демографске и клиничке карактеристике, укључујући старост, пол, време праћења, дијабетес, хипертензију, употребу лекова, пролазне исхемијске нападе (ТИА), срчану инсуфицијенцију и коронарну реваскуларизацију. 
Да би се кардиоваскуларни догађај истог типа сматрао засебним догађајем потребно је да прође најмање 30 дана између исхода претходног. Или да након срчаног удара или нестабилне ангине пекторис праћене коронарном реваскуларизацијом, треба да прође најмање 30 дана да би се поступак реваскуларизације сматрао засебним догађајем. 
Кардиоваскуларна смрт се дефинише као смрт од било ког узрока повезаног са кардиоваскуларним системом (ИЦД-10-ЦМ кодови И00 до И78), или као смрт у року од 30 дана од хоспитализације услед кардиоваскуларног догађаја. Смрт која није последица кардиоваскуларног догађаја дефинише се као смрт из било ког другог узрока осим оног у вези са кардиоваскуларним догађајем.
Фактори ризика укључени у критеријуме за процену кардиоваскуларног догађаја
| Главни фактори ризика—потребан је један или више (≥1). | Шећерна болест (тип 1 или тип 2) |
| Главни фактори ризика—потребан је један или више (≥1). | Старост ≥ 65 година и ≤ 85 година у време догађаја |
| Главни фактори ризика—потребан је један или више (≥1). | Ако се јавља са срчаним ударом; срчани удар се догодио током 6 месеци пре датума индекса, или пацијент има историју срчаног удара и/или ПАД у почетном периоду |
| Главни фактори ризика—потребан је један или више (≥1). | Ако се срчани удардесио током 6 месеци пре датума индекса, или пацијент има историју срчаног удара и/или ПАД у почетном периоду                                |
| Мањи фактори ризика—потребна су два или више (≥2).     | Коронарна реваскуларизација без историје срчаног удара |
| Мањи фактори ризика—потребна су два или више (≥2).     | Коронарна артеријска болест |
| Мањи фактори ризика—потребна су два или више (≥2).     | Метаболички синдром |

Важан предиктор од значај за будуће кардиоваскуларне догађаје, нарочито код оболелих од шећерне болести, има заступљеност малих и густих честица липопротеина ниске густине (ЛДЛ), као и однос укупног и ХДЛ холестерола. Мале и густе  честице липопротеина ниске густине су веома атерогене јер лакше оксидују. Клиренс оксидованих  честица липопротеина ниске густине одвија се преко рецептора „чистача“ на ћелијама ендотела или макрофага, што се сматра важним чиниоцем у атерогенези. Оксидативне промене липопротеина настају под дејством слободних радикала, пре свега хидроксилних и кисеоничких радикала који се иначе стварају у нормалним метаболичким процесима.
| Ниво ЛДЛ (лошег) холестерола | Категорија ЛДЛ холестерола        |
| ---------------------------- | --------------------------------- |
| Мање од 100 mg/dL            | Оптимално                         |
| 100-129 mg/dL                | Близу оптималног/изнад оптималног |
| 130-159 mg/dL                | Умерено висок                     |
| 160-189 mg/dL                | Висок                             |
| 190 мг/дЛ и више             | Веома висок                       |

## Превенција
Како се показало се да су повишени нивои холестерола липопротеина ниске густине (ЛДЛ-Ц) кључни фактор ризика за КВБ,  лечење хиперхолестеролемије представља важну стратегију за смањење нових кардиоваскуларних догађаја, као и морталитета.
У процени ризика за развој кардиоваскуларног догађаја код свих пацијената са исхемијском болешћу срца требало би израчунавати не само ЛДЛ него и нон ХДЛ холестерол, као и односе укупни/ХДЛ холестерол и Тг/ХДЛ холестерол.
Докази који подржавају ефикасност терапије статинима у секундарној превенцији су добро доказани, па се високоризичним пацијентима препоручују интензивнији режими лечења статинима.
Недавне мета-анализе података из клиничких испитивања која процењују терапије посебно дизајниране за снижавање холестерола - липопротеина ниске густине ЛДЛ-Ц, укључујући статине, езетимиб и ПЦСК9 инхибиторе, показале су да се са смањењењем ЛДЛ-Ц смањује и ризик од кардиоваскуларних догађаја, који је пропорционалан апсолутно постигнутом смањењу ЛДЛ-Ц.